# 산다 (영화)
"산다"는 2015년에 개봉한 대한민국의 영화이다.

## 캐스팅
- 박정범 : 정철 역
- 박명훈 : 명훈 역
- 이승연 : 수연 역
- 신햇빛 : 하나 역
- 박희본 : 현경 역
- 이은우 : 진영 역
- 박영덕 : 강 사장 역
- 형영선 : 영선 역
- 홍승일 : 승일 역
- 송하림 : 은욱 역
- 김종구 : 최씨 역
- 김미향 : 엄씨 역
- 최용현 : 용현 역
- 김수복 : 된장공장 김씨 역
- 임종배 : 된장공장 임씨 역
- 이인숙 : 된장공장 이씨 역
- 박영연 : 된장공장 박씨 역
- 지자혜 : 시어머니 역
- 최대성 : 대성 역
- 이승준 : 민재 역
- 김상규 : 용욱 역
- 이재동 : 민수 역
- 노연희 : 진아 역
- 김지원 : 진아 엄마 역
- 정홍인 : 터미널남 역
- 주영호 : 진성 역
- 서진원 : 연극 면접관 역
- 김지훈 : 정신과의사 역

## 수상
- 2015년 제13회 피렌체한국영화제 K-independent 심사위원상
- 2015년 제9회 아시아태평양 스크린어워드 심사위원특별상
- 2016년 제3회 들꽃영화상 대상